# 大處神社
大處神社（おおところじんじゃ）は、滋賀県高島市マキノ町森西にある神社。式内社で、旧社格は郷社。

## 祭神
- 大地主神

## 歴史
670年（天智天皇9年）に創建されたとされ、延喜式神名帳に記載された式内社である。社伝によると、当社社地及びその周辺において白猪白馬白鶏を供えて御歳神を祀った由縁により、祈年祭に猪を献上する儀式が存在したという。社家は峯森氏が務め、高島郡十郷の一つである大處郷の惣社であった。

## 現地情報
所在地
- 滋賀県高島市マキノ町森西175

交通アクセス
- 最寄駅：JR湖西線マキノ駅より湖国バス 森西バス停下車 徒歩1分